# 三国山 (岐阜県)
三国山（みくにやま）は、岐阜県にある山である。岐阜県内には同名の山が3つ存在し、それぞれ「岐阜県・愛知県境」、「岐阜県・長野県境」、「岐阜県・長野県・愛知県境」に位置する。本項では個別に分けて記述する。

## 岐阜県・愛知県境

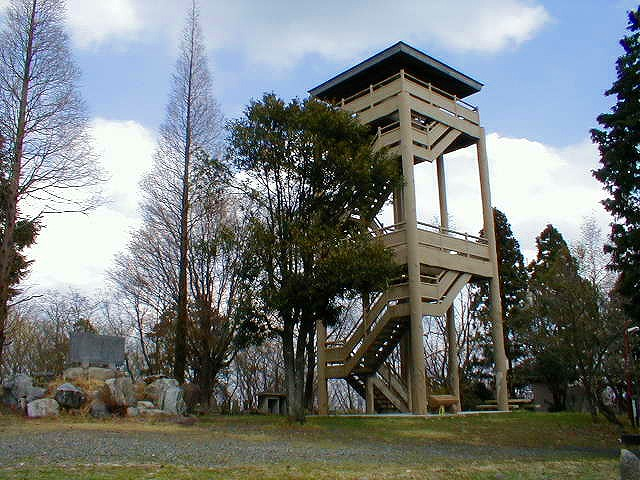
三国山の展望台

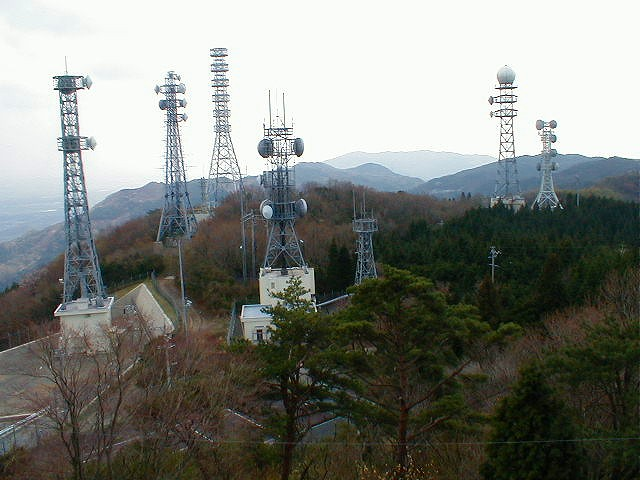
三国山のアンテナ群

### 概要
三国山（みくにやま）は、岐阜県土岐市と愛知県豊田市の境界にある標高701 mの山である。山頂には4階建ての展望台、キャンプ場があり、県立自然公園となっている。近くに高い山が無いため展望が良く夜には濃尾平野を一望できる夜景を見ることができる。
山全体が岐阜県土岐市（当時の美濃国）、愛知県瀬戸市（当時の尾張国）と愛知県豊田市（当時の三河国）の3つの国にまたがっていることからこの名がある。山頂には四国八十八箇所の三国山大権現社殿とたくさんの石仏もある。

### 周辺の山
- 猿投山
- 笠原富士
- 弥勒山

### 源流の河川
以下が源流となる河川で、伊勢湾と三河湾へ流れる。
- 笠原川、蛇ヶ洞川、品野川 - 庄内川の支流。
- 木瀬川 - 矢作川の支流、山頂の南東4.7kmに木瀬ダムがある。

### 放送設備概要

#### 概要
地上デジタルテレビ放送
以前は、ここに地上デジタル放送の実験局も設置されていたが、スピルオーバー（特に愛知県域局のテレビ愛知）が問題となったため、現在は瀬戸市中心部に瀬戸デジタルタワー（瀬戸デジタルテレビ放送所）を設置する事に変更、そこから中京圏への地デジ放送の電波を送出している。
FMラジオ放送
瀬戸市の山頂付近には、CBCラジオ・東海ラジオ放送のFM補完中継局の送信所が2015年10月1日に開局した。
過去にはRADIO-i（FMラジオ局）の送信所（2000年4月1日 - 2010年9月30日の間放送）が置かれ、さらには愛・地球博開催中に、万博情報を発信するイベント放送局として開設されたFM LOVEARTH（77.3MHz）の電波を当所から送出していた（2005年2月25日 - 9月25日の間放送）。

#### FMラジオ放送（FM補完中継局）
| 周波数 （MHz） | 放送局名          | コールサイン | 空中線電力 | 実効輻射電力 | 放送対象 地域 | 放送区域 内世帯数 |
| -------------- | ----------------- | ------------ | ---------- | ------------ | ------------- | ----------------- |
| 92.9           | SF 東海ラジオ放送 | -            | 7kW        | 46kW         | 中京広域圏    | 約-世帯           |
| 93.7           | CBCラジオ         | -            | 7kW        | 46kW         | 中京広域圏    | 約-世帯           |

- CBCラジオ・東海ラジオ放送のFM補完中継局
  - 2015年5月13日 - 予備免許交付[4]。
  - 2015年9月25日 - 本免許交付[5]。
  - 2015年10月1日 - 本放送開始。

#### FMラジオ放送（廃止）
| 周波数 （MHz） | 放送局名             | コールサイン | 空中線 電力 | 実効輻射電力 | 放送対象 地域 | 放送区域 内世帯数                  |
| -------------- | -------------------- | ------------ | ----------- | ------------ | --- | ---------------------------------- |
| 79.5           | RADIO-i 愛知国際放送 | JOGW-FM      | 5kW         | 51kW         | 名古屋市を中心として同一 の放送番組の放送を同時に 受信できることが相当と認 められる区域として総務大 臣が別に定める区域 | 221万3959世帯                      |
| 77.3           | FM LOVEARTH          | JOYZ6AB-FM   | 200W        | -            | - | 約250万世帯 （会場から半径約30km） |

- RADIO-i
  - 2000年4月1日開局、2010年9月30日24時閉局（放送終了）。
  - 実質的な放送エリアは、愛知県・岐阜県・三重県および静岡県の一部であった（豊橋・浜松には別途中継局を設置）[9]。

- FM LOVEARTH
  - 2005年2月25日開局。同年9月25日25時5分放送終了。
  - 放送区域は、愛知県・岐阜県・三重県の各一部[12]。

#### マルチメディア放送（廃止）
| 放送局名        | 周波数 （MHz） | 空中線 電力 | 放送区域 内世帯数 |
| --------------- | -------------- | ----------- | ----------------- |
| Jモバ 多治見MMH | 214.714286     | 2.5kW       | 約360,000世帯     |

- 2014年10月22日予備免許交付、2015年2月放送開始。2016年6月30日に放送終了。
- 放送区域は、岐阜県土岐市、可児郡御嵩町の全域 及び 岐阜県多治見市、瑞浪市、恵那市、美濃加茂市、可児市、加茂郡坂祝町、川辺町、八百津町、愛知県瀬戸市、春日井市、豊田市、尾張旭市、日進市、みよし市、長久手市、愛知郡東郷町の各一部。

### アクセス
山頂まで自家用車の乗り入れが可能である。
- 東海環状道せと品野ICから20分。当ICを右折し、国道363号を経由し3km。
- 豊田市側からも山頂に至る林道がある。

## 岐阜県・長野県境
三国山（みくにやま）は、岐阜県下呂市、岐阜県中津川市と長野県木曽郡王滝村との境界にある標高1,611mの山である。阿寺山地に属する。「さんごくさん」とも呼ばれる。ぎふ百山のひとつ。飛騨国、美濃国、信濃国の3つの国にまたがっていることからこの名がある。山頂の北西0.8kmの白草山との鞍部には鞍掛峠があり、美濃と信濃を結ぶ林道が通る。

### 周辺の山
- 御嶽山
- 小秀山
- 白草山
- 唐塩山
- 拝殿山
- 寺田小屋山
- 奥三界岳

### 源流の河川
以下が源流となる木曽川水系の河川で、伊勢湾へ流れる。
- 竹原川、白川（加子母川） - 飛騨川の支流。
- 水無沢 - 王滝川の支流、山頂の北東4.4kmに三浦ダムがある。

## 岐阜県・長野県・愛知県境
三国山（みくにやま）は、岐阜県恵那市、長野県下伊那郡根羽村と愛知県豊田市の境にある、美濃三河高原に属する標高1,162mの山である。美濃国、信濃国、三河国の3つの国にまたがっていることからこの名がある。山頂愛知県側にある池ヶ平牧場は名古屋コーチンの生産地であり、牧場の敷地内にはダートトライアルコースが整備されている池の平ワンダーランドがある。山頂周辺には中新世の火山噴出物である「亀甲岩」と呼ばれる柱状節理が発達した玄武岩が点在しており、愛知県、根羽村の天然記念物に指定されている。

### 周辺の山
- 茶臼山
- 大川入山
- 恵那山

### 関連画像
- 三国山の亀甲岩